# Obad, Timiș
Obad (germană Obad, maghiară Obád) este un sat ce aparține orașului Ciacova din județul Timiș, Banat, România.

## Istorie
Localitatea este menționată pentru prima oară în registrul dijmelor papale din 1332, cu numele de Huhad, apoi Hunud, Ohod. În secolele XV-XVI, aici a fost ridicată o cetate fortificată, cu numele de Ohab, care s-a menținut și în timpul dominației turcești a Banatului.
La conscripția austriacă din 1717, localitatea era consemnată cu numele de Obadie, avea 60 de case, și aparținea districtului Ciacova. Sub dominația maghiară, a aparținut de comitatul Timiș. După 1860, în localitate au fost colonizate familii de germani (șvabi). La recensământul din 1890 aparținea de plasa Ciacova, ca reședință de comună, cu 915 locuitori. La 1921 localitatea era cuprinsă in județul interbelic Timiș-Torontal. Populația a crescut ușor de-a lungul timpului, ca după 1950 să scadă spre 700 de locuitori.

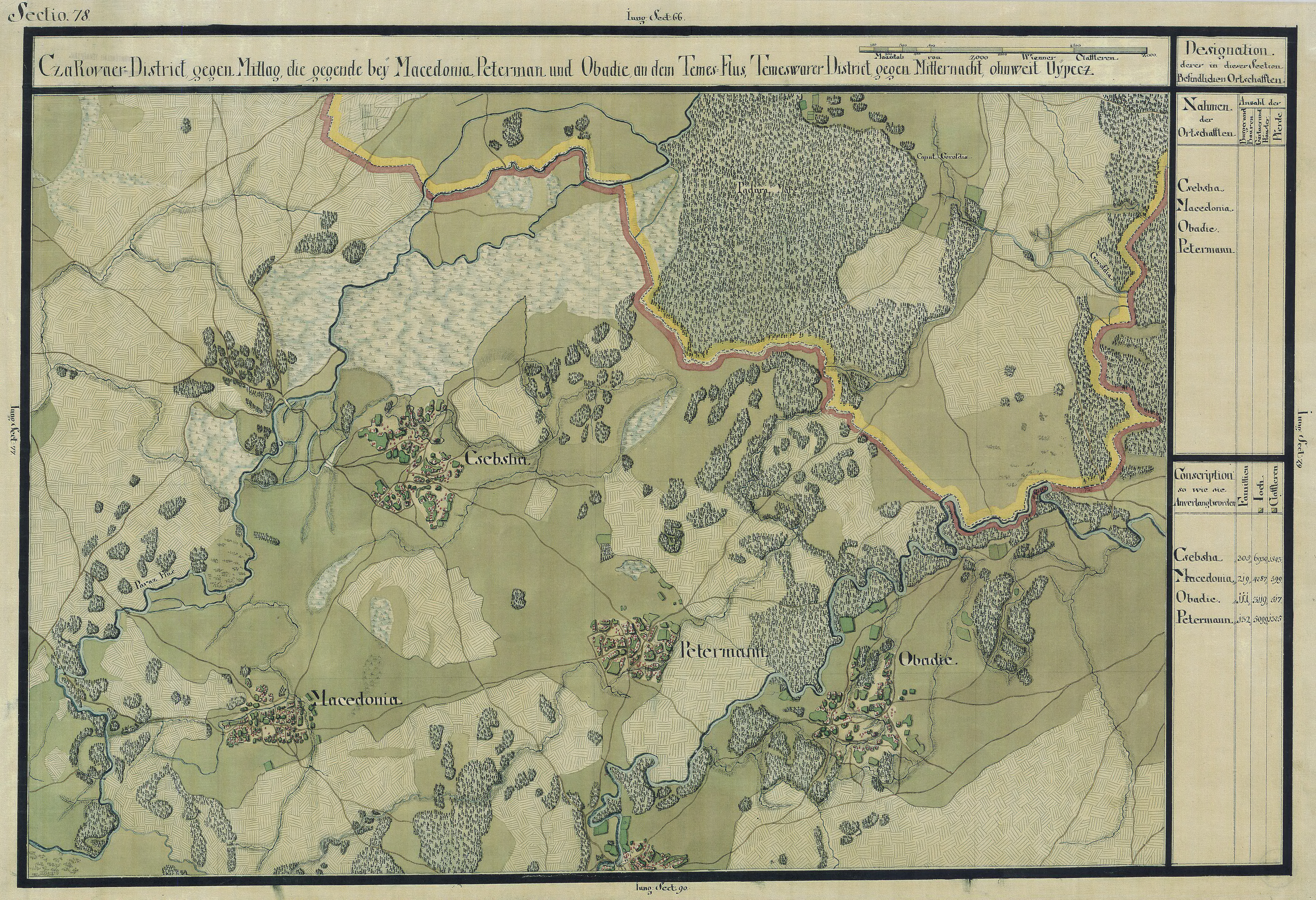
Obad în Harta Iosefină a Banatului, 1769-72

## Personalități locale
- Petru Bandu (1875 - 1920), publicist.